# Pietro Bembo
Pietro Bembo (ur. 20 maja 1470 w Wenecji, zm. 18 stycznia 1547 w Rzymie) – wenecki kardynał i humanista renesansowy; filolog, poeta i historyk.
Zasłynął przede wszystkim jako szeroko naśladowany stylista łaciński i toskański. Bembo był głównym przedstawicielem purystycznego cyceronianizmu, którego idee wyraził przede wszystkim w dziele De imitatione (1513). Ruch ten był bardzo rozpowszechniony w filologicznym nurcie włoskiego humanizmu renesansowego, może też uchodzić za szczególnie charakterystyczny rys kultury renesansowej — spotkał się też jednak z żywą krytyką i silnym oporem, nadmierną erudycyjność, szkolarstwo, pedanterię i zmanierowanie zarzucał naśladowcom Bemba zwłaszcza Erazm z Rotterdamu w dziele Ciceronianus.

## Życiorys

### Młodość
Pietro Bembo pochodził z rodziny weneckich patrycjuszy. Jego ojciec, Bernardo Bembo (1433-1519), był wykształconym humanistą i przyjacielem filozofa Marsilia Ficina, członkiem Rady Dziesięciu, senatorem i ambasadorem Republiki Weneckiej. Miał doskonałą bibliotekę, który odziedziczył później jego syn Pietro. Od lipca 1478 do maja 1480 Pietro mieszkał we Florencji, gdzie ojciec pełnił funkcję weneckiego ambasadora. Kontakt z dialektem florenckim, doprowadził później do ukształtowania jego koncepcji włoskiego języka literackiego. W latach 1487–1488 przebywał z ojcem w Rzymie. W 1490 roku ojciec i syn byli z powrotem w Wenecji, a Pietro został wprowadzony w lokalne życie polityczne. W 1491 wyszedł zbiór jego poezji łacińskich. Wiosną 1492 udał się do Mesyny, gdzie u bizantyńskiego uczonego Konstantyna Laskarysa, uczył się starożytnej greki. W Mesynie spotkał Colę Bruno, który stał się jego towarzyszem, powiernikiem i sekretarzem. Latem 1494 wrócił do Wenecji. Jesienią wyjechał studiować filozofię na uniwersytecie w Padwie, gdzie pozostał aż do 1495 roku. W 1496 roku w weneckiej drukarni Alda Manuzia została opublikowana praca Bemba De Aetna.
W 1497 przybył do Ferrary, gdzie ojciec objął placówkę dyplomatyczną. W Ferrarze kontynuował studia filozoficzne. Był gościem księcia Herkulesa I d'Este. Zaprzyjaźnił się też z dworzaninem i poetą Ercolem Strozzim, humanistą, a później kardynałem, Jacopem Sadoletem i Ludovikiem Ariostem. W 1500 roku wdał się w romans z wdową po oficerze, Marią Savorgnan. Romans dostarczył mu materiału do pisanego od 1497 roku filozoficznego dialogu wierszem Gli Asolani. Następne lata spędził między Ferrarą a Wenecją. W 1501 roku Manuzio wydał wydobyte przez Bemba z zapomnienia Rime Petrarki, w 1502 roku Boską Komedię Dantego. W Ferrarze Bembo nawiązał też romans z Lukrecją Borgią. Lukrecji dedykował ostatecznie swój dialog Gli Asolani z 1505, traktujący o miłości ziemskiej i miłości duchowej.

### Dalsze losy
W 1513 roku został sekretarzem papieża Leona X w Rzymie. Jego hojności zawdzięczał też liczne beneficja kościelne. Mieszkał potem w Wenecji i ulubionej Padwie, do czasu gdy papież Paweł III mianował go kardynałem. Ostatnie lata życia spędził w Rzymie.

## Twórczość

### Rozmowy w Asolo
Wydane w 1505 roku Rozmowy w Asolo (Gli Asolani) napisane w trzech księgach prozą rozgrywają się w Asolo nieopodal Treviso, w letniej rezydencji byłej królowej Cypru Katarzyny Cornaro. Bembo bawił przez jakiś czas na dworze Katarzyny i tam umieścił opowiadanie. W obecności dworzan, trzej weneccy młodzieńcy: Perottino, Gismondo i Lavinello, przebywający w towarzystwie trzech kobiet rozprawiają przez trzy dni o miłości. Po obiedzie towarzystwo schodzi się do ogrodu i siada w chłodzie przy źródle pod wawrzynami. Gismondo stawia pytanie czy miłość jest dobrem czy złem. Melancholijny Perottino uważa, że wszystko co złe na świecie pochodzi z miłości. Drugiego dnia Gismondo broni miłości. Na trzeci dzień do rozmowy przyłącza się sama królowa i oddaje głos Lavinellowi, który próbuje pogodzić wypowiedzi swoich przedmówców. Twierdzi, że miłość nie jest ani dobrem ani złem, ale może być albo jednym albo drugim w zależności od przedmiotu, do którego zostanie skierowana. Dobrą jest miłość, której ideałem jest piękna dusza i ciało, złą – miłość zwierzęca, całkowicie zmysłowa, o ile nie ma na celu utrzymania ludzkiego gatunku. Prawdziwa miłość nie ma w sobie nic zmysłowego, jest pragnieniem prawdziwego piękna, wdzięku zrodzonego z proporcji, ze zgodności i harmonii rzeczy. Kończąc wypowiedź Lavinello opowiada o swojej rozmowie ze świętym pustelnikiem, który pouczył go, że prawdziwe piękno należy do świata pozaziemskiego, dlatego jedyną prawdziwą miłością jest miłość Boga. Kobiety są w niej jedynie pośredniczkami w drodze do Boga.
Swoim tłem dialogi Bemba nawiązują wyraźnie do Dekameronu. Na języku Boccaccia wzorowany jest też język autora. Utwór, choć przeznaczony dla środowiska dworskiego, zyskał od razu dużą poczytność. Mimo neoplatońskiego charakteru zawiera także akcenty silnie zmysłowe, jak pochwała piękna kobiecych piersi (ks. II, rozdz. 22). Bembo nie był filozofem, włączył jednak zręcznie w szerszy kontekst XV-wiecznego platonizmu florenckiego obiegowe w liryce średniowiecznej myśli na temat miłości, pogłębione jeszcze przez Petrarkę. Rozmowy w Asolo stanowią teoretyczną podbudowę jego petrarkizmu. Nie bez powodu umieścił w tekście kilkanaście swoich liryków. Dyskusja o miłości miała prowadzić w jego zamierzeniu do poezji w duchu Petrarki.

### Rozprawy o mowie pospolitej
Bembo włączył się też w dyskusję nad "kwestią języka" włoskiego wydając w 1525 Prose delia volgar lingua (Rozprawy o mowie pospolitej). Utwór ma formę, podzielonego na trzy księgi, dialogu między kilkoma autentycznymi postaciami. Występujący w Rozprawach brat kardynała, Carlo Bembo, pełni rolę rzecznika autora. Bembo głosi doskonałość "języka toskańskiego" wielkich pisarzy XIV w., wyjąwszy Dantego, któremu zarzuca stosowanie zbyt wielu słów "gminnych" i dialektu, rażących w tekście literackim. Niedościgły wzór harmonii i równowagi, do którego wszyscy powinni dążyć stanowi dla niego język Petrarki w poezji, a Boccaccia w prozie. Klasycy ci, mają zająć w literaturze włoskiej miejsce, które w poezji łacińskiej zajmował Wergiliusz, a w prozie — Cyceron. Bembo stawia postulat naśladowania wielkich mistrzów celem zapewnienia "mowie pospolitej" takiej czystości i trwałości, jaką odznacza się klasyczna łacina. Doskonały język literacki powinien się według autora odznaczać "powagą" (gravità) i "wdziękiem" (piacevolezza) w odpowiednio wyważonym połączeniu. Stanowisko Bemba nie jest zresztą precyzyjne, w obszernym wywodzie wskazuje też na inne cechy, takie jak "godność", "wspaniałość", "majestat", "słodycz", "powab", "łagodność". Kwestiom tym, poświęcił Bembo księgi I i II swojego dzieła, w których zawarł ponadto historię "mowy pospolitej" wywodząc poezję toskańską bezpośrednio z języka prowansalskiego. Księga III stanowi zarys gramatyki włoskiej w dość swobodnym ujęciu: autor nie formułuje reguł, czytelnik sam ma je wyprowadzić z jego rozważań.

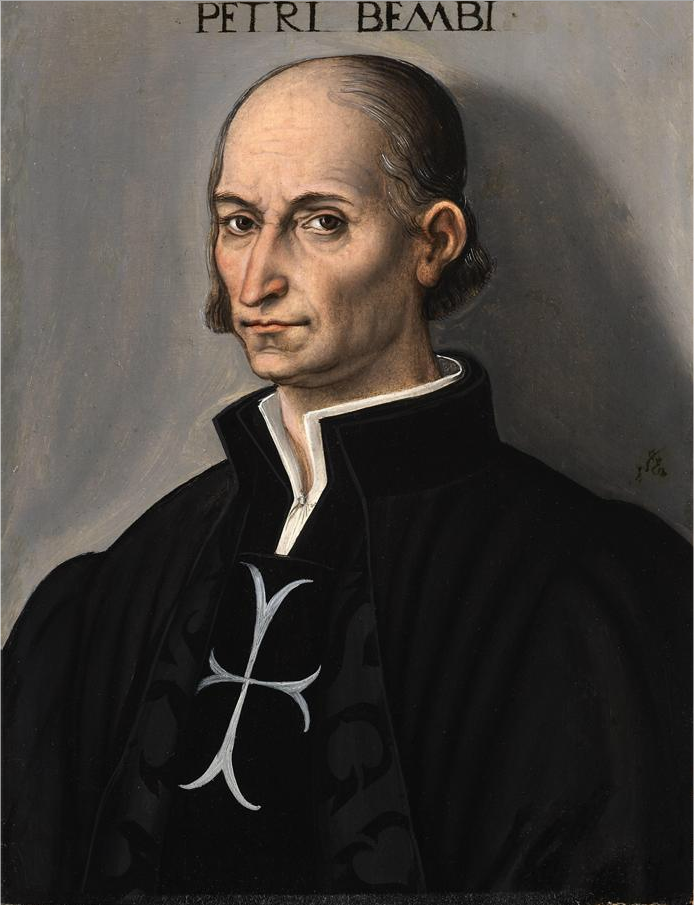
Portret Pietra Bemba z lat 1532-1537 Lucasa Cranacha Młodszego

Koncepcja Bemba odniosła natychmiastowy sukces. Dopiero z czasem uświadomiono sobie jej braki. Pomijając ewolucję, jaką od czasów Petrarki i Boccaccia przeszła mowa florencka, Bembo przyczynił się do tego, że język literacki zaczął się stopniowo coraz bardziej różnić od potocznego, utrudniając szerokim rzeszom odbiorców dostęp do literatury.
Bembo nie poprzestał na teorii. Odnalazł w starych rękopisach i wydał Zbiór pieśni (Il canzoniere) Petrarki i Boską Komedię Dantego. Aldo Manuzio twierdzi, że dopiero Bembo uczynił Petrarkę popularnym, wcześniej prawie go nie znano. Śladem Bemba poszli niezwłocznie inni, wydając dawne teksty włoskie ze skrupulatnością, z jaką opracowywano wówczas edycje autorów starożytnych. W 1525 r. ukazało się staranne wydanie Zbiorku nowel (II novellino), zaś w dwa lata później — staranniejsze jeszcze edycje Dekameronu i wierszy wczesnych poetów toskańskich.

### Wiersze i petrarkizm

Sogno, 1492-1494

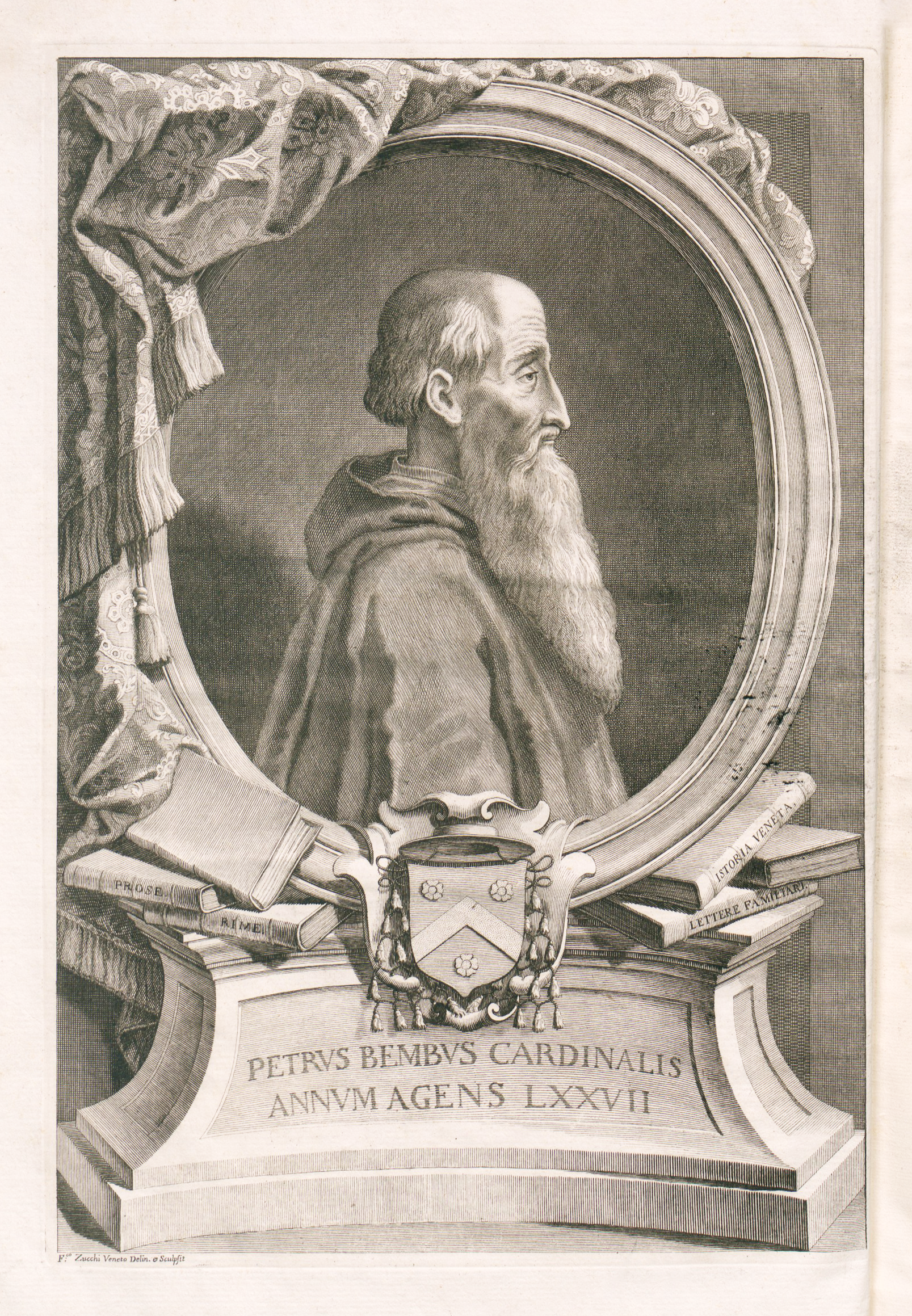
Pietro Bembo, Historia Veneta, 1729

Bembo przez całe życie pisał wiersze. W 1530 roku wydał po raz pierwszy swoje Rime (Rymy), które następnie stale wzbogacał i doskonalił, pragnąc opowiedzieć — na wzór mistrza — dzieje swojej duszy. W odróżnieniu jednak od Petrarki, który natchnienia szukał w czystej miłości do Laury, ideałem Bemba była prosta Rzymianka, Morosina, z którą miał troje dzieci. Wiersze jego nie wynikają z potrzeby wewnętrznej. Pisał strzeliste sonety do Weroniki Gambary, chociaż jej nigdy nie widział. Nawet w utworach uważanych za najlepsze, jak kancony do słowika (O rossignuol ...) i na śmierć brata, czy w sonecie do Najświętszej Panny (Alla Vergine ...) pozostał tylko uzdolnionym naśladowcą Petrarki. Tylko nieco bardziej oryginalne są jego Stanze (1507, Stance), 50 oktaw podejmujących argumentację Gismonda z Rozmów w Asolo w obronie miłości.
Śladem Bemba poszła cała rzesza poetów, często zupełnie domorosłych; petrarkizm rozwinął się nadzwyczaj bujnie, choć nie wydał wielu godnych uwagi owoców. Ludzie wykształceni, a w szczególności szlachta, posługiwali się językiem lirycznym Petrarki — zwłaszcza w najłatwiejszej do opanowania formie sonetu — aby dowieść sobie i innym, że umieją uczestniczyć w życiu towarzyskim na właściwym poziomie. Kawalerowie i damy nie rozstawali się z podręcznym wydaniem Zbioru pieśni mistrza, zw. „il petrarchino" (małym Petrarką). Rzymskie i weneckie damy nie rozstawały się z nim jak z książeczką do nabożeństwa. Złota młodzież przechadzał się z kwiatami za uchem, w perfumowanych rękawiczkach, z Petrarką wyglądającym z kieszeni, rzucając miłosne spojrzenia na przechodzące kobiety. Pisanie wierszy stało się wyrazem wyższej kultury, jak w XIX wieku gra na fortepianie. Poezja liryczna stała się wręcz sposobem komunikowania się ludzi z wyższych sfer między sobą.